# Gamander
Die Gamander (Teucrium) bilden eine Pflanzengattung in der Familie der Lippenblütler (Lamiaceae). Sie zeichnet sich blütenmorphologisch durch das scheinbare Fehlen der Oberlippe der Blütenkrone aus. Die etwa 250 Arten sind fast weltweit verbreitet mit dem Schwerpunkt der Artenvielfalt im Mittelmeerraum. Der Pflanzenname „Gamander“ stammt mit Bezug zu eichenähnlichen Blättern vom griechischen Wort chamaedrys (Edel-Gamander).

## Beschreibung

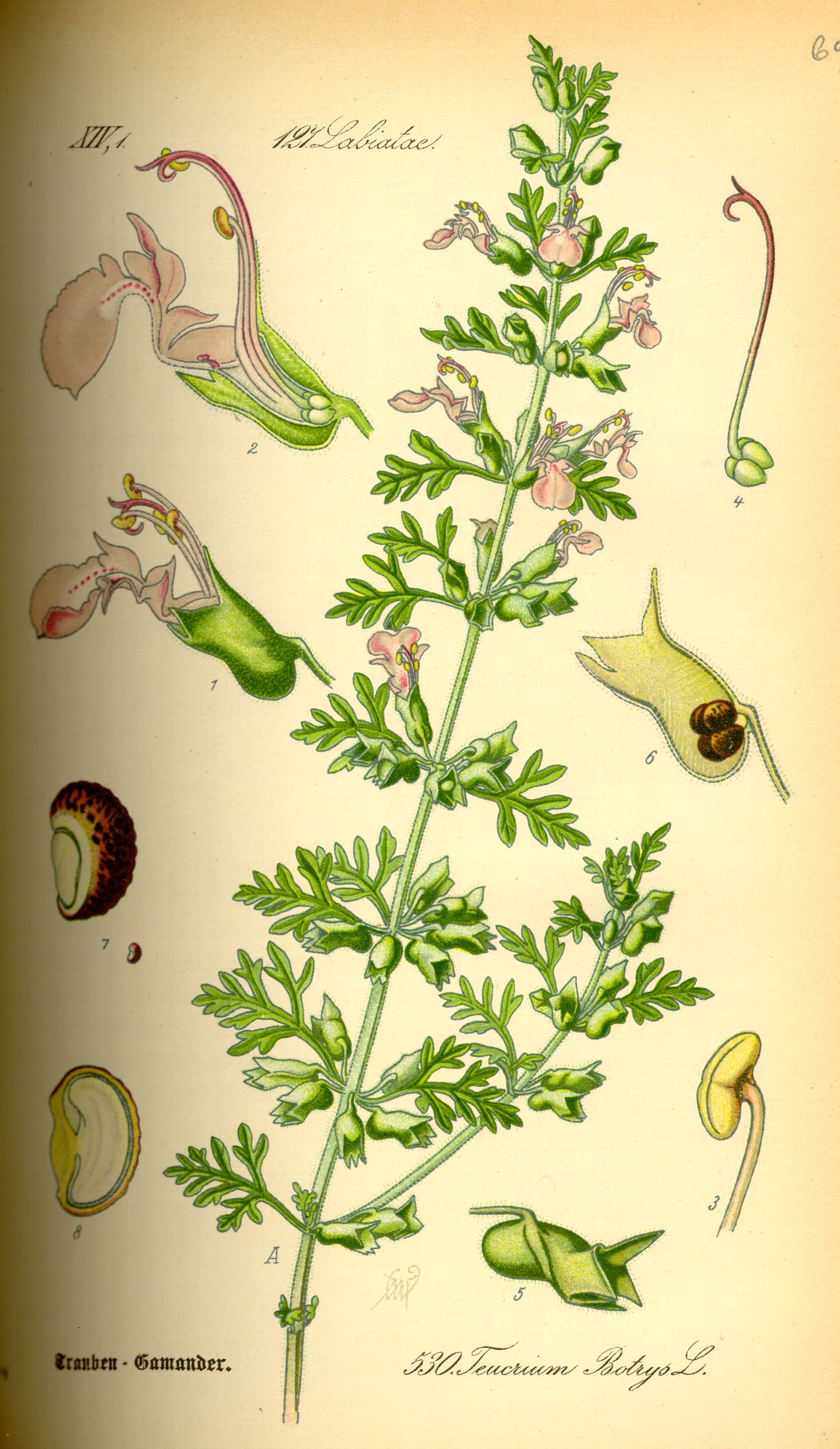
Illustration des Trauben-Gamanders (Teucrium botrys)

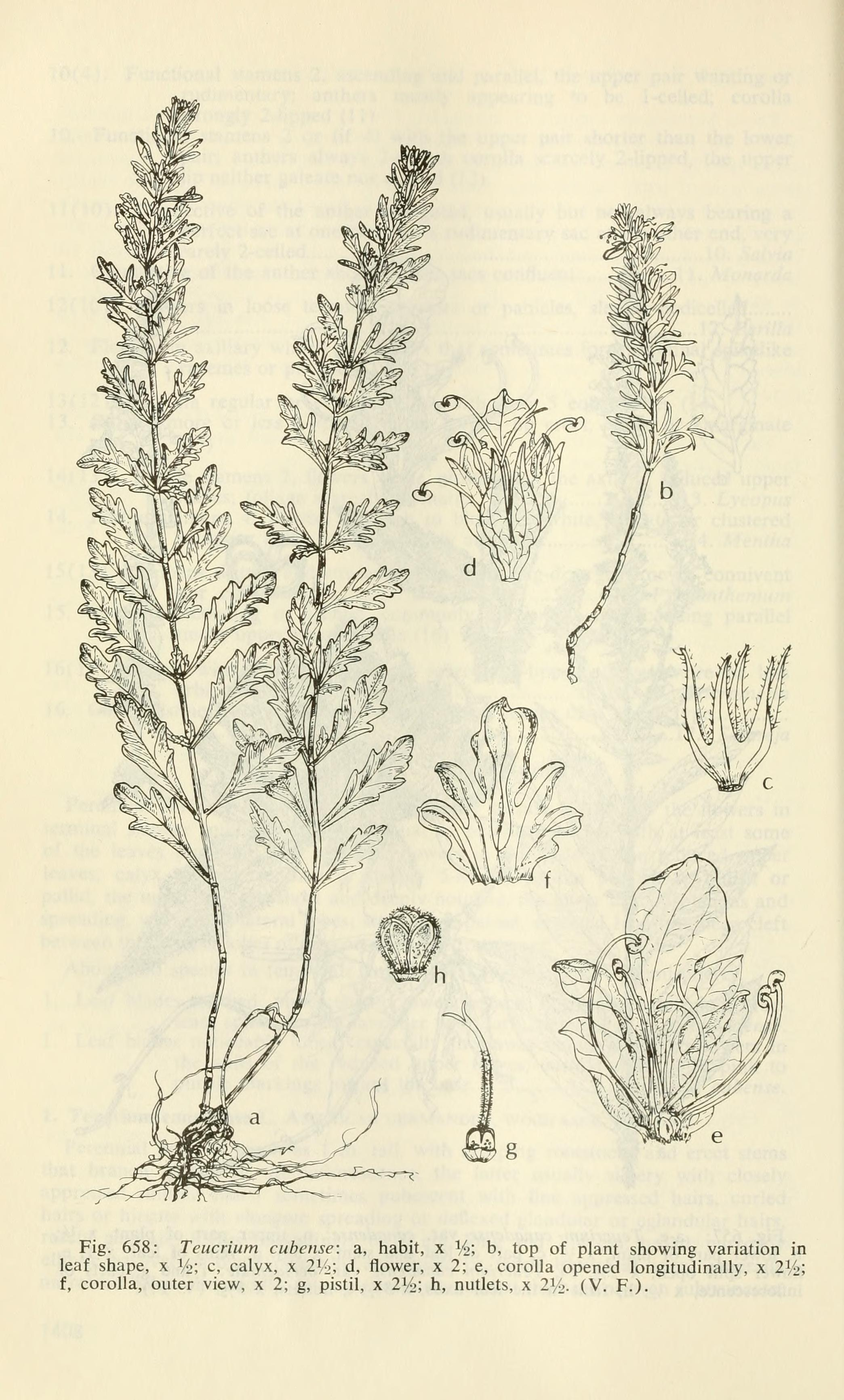
Illustration aus Donovan S. Correll, Helen B. Correll: Aquatic and wetland plants of southwestern United States, S. 1410 von Teucrium cubense

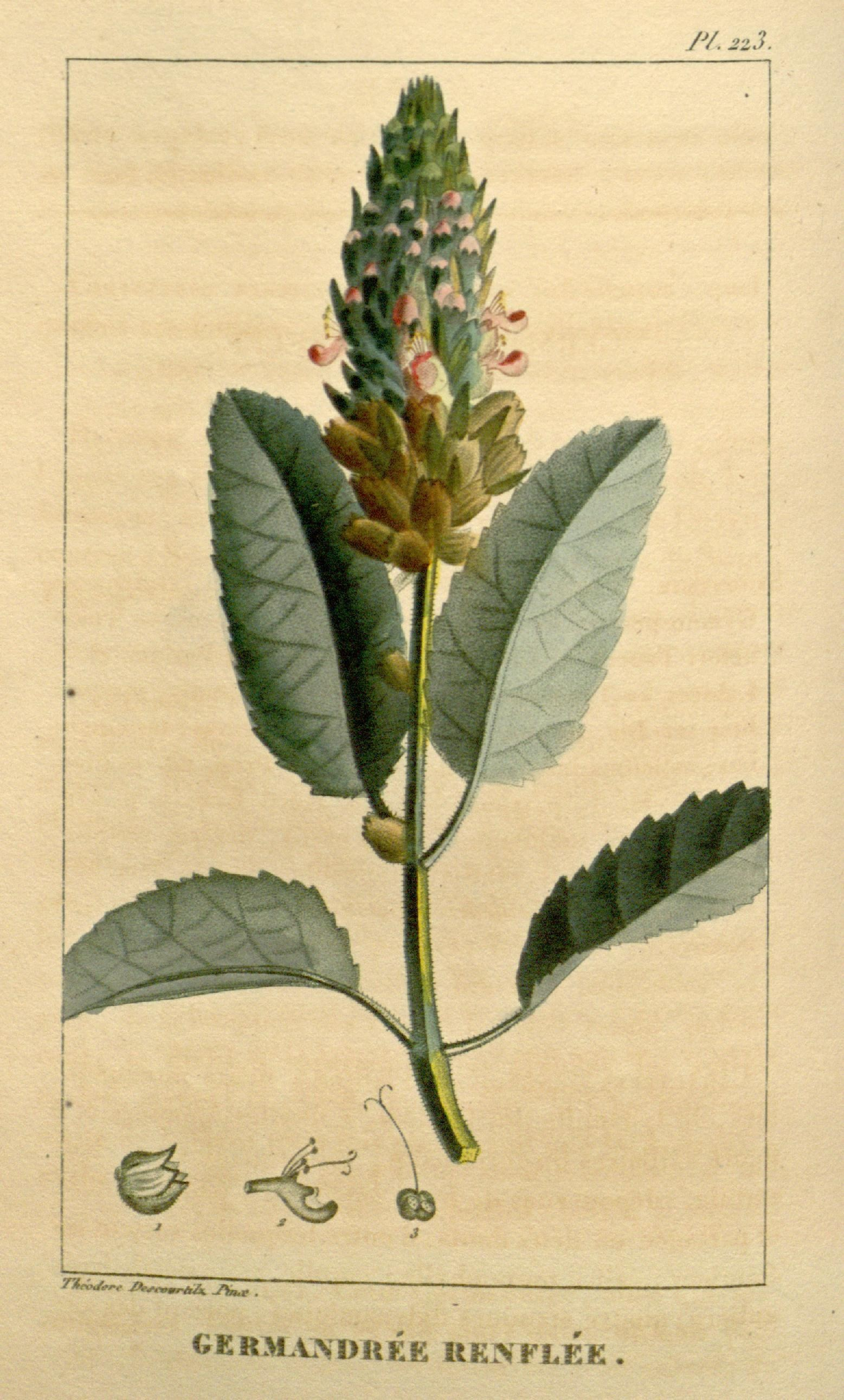
Illustration aus Flore médicale des Antilles, ou, Traité des plantes usuelles, 1827, Tafel 223 von Teucrium vesicarium

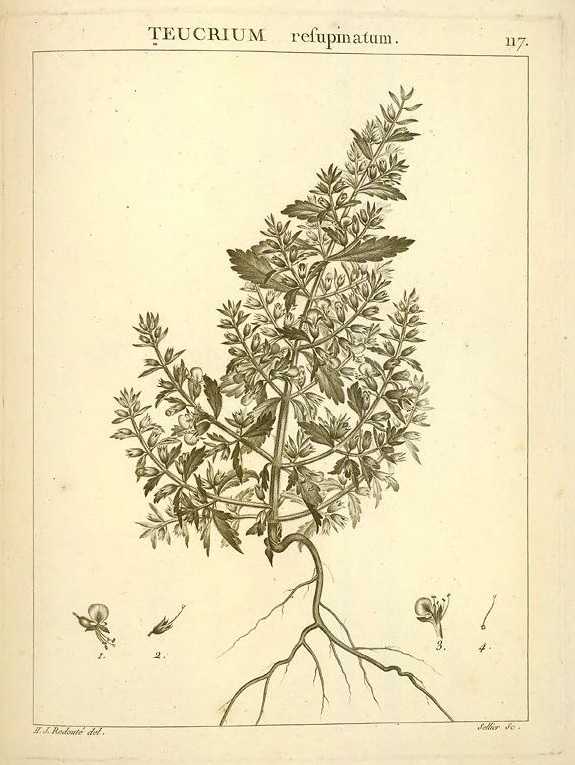
Illustration aus Henri-Joseph Redouté, 1798 von Teucrium resupinatum

### Vegetative Merkmale
Bei Gamander-Arten handelt es sich um selten ein- bis zweijährige oder meist ausdauernde krautige Pflanzen, Halbsträucher oder Sträucher. Es werden Rhizome oder Ausläufer gebildet. Die selbstständig aufrechten oder aufsteigenden Sprossachsen sind meist vierkantig, einfach oder von der Basis an verzweigt. Die Pflanzenteile sind aromatisch oder schlecht duftend.
Die gegenständig angeordneten Laubblätter sind kurz gestielt bis fast sitzend. Die Blattspreiten sind herzförmig bis lanzettlich. Der Blattrand ist ganzrandig, gekerbt, unterschiedlich gezähnt oder fiederspaltig. Es liegt Fiedernervatur vor.

### Generative Merkmale
Meist zwei bis sechs, selten bis zu zehn Blüten stehen in Scheinquirlen in den Achseln von laubblattähnlichen Tragblättern oder in endständigen traubigen oder aus traubigen Teilblütenständen zusammengesetzten rispigen Gesamtblütenständen. Oft ist die Anzahl der Blüten in den Scheinquirlen auf eine reduziert. Die Tragblätter sind rhombisch-eiförmig bis linealisch-lanzettlich mit glatten oder gezähnten Rändern. Es sind Blütenstiele vorhanden.
Die zwittrigen Blüten sind zygomorph und fünfzählig mit doppelter Blütenhülle. Die fünf Kelchblätter sind röhren- bis glockenförmig verwachsen und der Kelch besitzt zehn Nerven. Der Kelchschlund ist kahl bis kranzförmig fein behaart. Die Kelchzähne sind gleichartig und der Kelch radiärsymmetrisch, oder der Kelch ist zweilippig. Falls der Kelch zweilippig ist, ist die Oberlippe dreizähnig und der oberste Kelchzahn am größten und die Unterlippe ist zweizähnig. Die Farbe der Blütenkronen ist sehr vielfältig. Die Krone hat eine kurze Kronröhre ohne Haarring an der Innenseite. Die Kronröhre kann kürzer oder länger sein als der Kelch. Lediglich die Unterlippe ist deutlich ausgebildet. Die Oberlippe ist unscheinbar, kurz und gespalten. Die Zipfel sind zur Unterlippe gerückt, so dass der Eindruck entsteht, die Unterlippe sei fünflappig und die Oberlippe fehle völlig. Die Kronzunge ist fünflappig, wobei der Mittellappen kreis- oder spatelförmig, oder selten zweispaltig ist und die vier Seitenlappen nur relativ klein sind. Die vier Staubblätter ragen aus der Kronröhre heraus und ein Paar ist etwas länger als das andere. Der Pollen ist operculat. Der oberständige Fruchtknoten ist kugelig und leicht vierlappig. Der Griffel ist gleich lang bis etwas länger als die Staubblätter. Der Griffel endet in zwei kurzen, gleichen bis etwas ungleichen Narbenästen. Ein Diskus ist gut ausgebildet oder fehlt.
Klausenfrucht zerfällt in vier Klausen. Die Klausen sind verkehrt-eiförmig bis mehr oder weniger kugelig, ihre Oberfläche ist aderig-runzelig oder auch glatt, flaumig behaart oder kahl. Die seitlich gelegenen Areolen sind 0,3- bis 0,8-mal so lang wie die Klausen. Endosperm ist meist vorhanden. Ein Elaiosom fehlt.
Die Chromosomenzahlen betragen 2n = 10 bis 104, am häufigsten sind 2n = 26 oder 32.

## Ökologie
Die Blüten sind vorwiegend proterandrisch. Die Bestäubung erfolgt oft durch Bienen und Hummeln.

## Systematik und Verbreitung
Die Gattung Teucrium wurde durch Carl von Linné aufgestellt. Synonyme für Teucrium L. sind: Botrys Fourr., Chamaedrys Mill., Iva Fabr. nom. illeg., Kinostemon Kudô, Melosmon Raf., Monipsis Raf., Monochilon Dulac, Oncinocalyx F.Muell., Poliodendron Webb & Berthel., Polium Mill., Scordium Mill., Scorodonia Hill, Scorbion Raf., Spartothamnella Briq., Spartothamnus A.Cunn. ex Walp. nom. illeg., Teucridium Hook. f., Trixago Raf.
Die Gattung Teucrium gehört zur Unterfamilie Ajugoideae innerhalb der Familie Lamiaceae.
Je nach Autor wird Gattung Teucrium in einige bis viele Sektionen gegliedert.
Die etwa 250 Teucrium-Arten sind fast weltweit verbreitet. Der Schwerpunkt der Artenvielfalt liegt im Mittelmeerraum. Nur wenige Arten gedeihen in den Tropen. In China kommen etwa 18 Arten vor. In Europa kommen 50 Arten vor. In Mitteleuropa kommen Trauben-Gamander (Teucrium botrys), Edel-Gamander (Teucrium chamaedrys), Berg-Gamander (Teucrium montanum), Knoblauch-Gamander (Teucrium scordium) und Salbei-Gamander (Teucrium scorodonia L.) vor.
| - Teucrium abolhayatensis Ranjbar & Mahmoudi: Sie wurde 2017 aus dem Iran erstbeschrieben. - Teucrium abutiloides L'Hér.: Dieser Endemit kommt nur auf Madeira vor. - Teucrium africanum Thunb.: Sie kommt nur in den südafrikanischen Provinzen Ostkap sowie Westkap vor. - Teucrium afrum (Emb. & Maire) Pau & Font Quer: Es gibt seit 1989/90 drei Unterarten: - Teucrium afrum (Emb. & Maire) Pau & Font Quer subsp. afrum: Sie kommt vom zentralen bis südlichen Spanien und in Marokko vor. - Teucrium afrum subsp. rhiphaeum (Font Quer & Pau) Castrov. & Bayon: Sie kommt in Marokko vor. - Teucrium afrum subsp. rubriflorum (Font Quer & Pau) Castrov. & Bayon: Sie kommt in Marokko vor. - Teucrium ajugaceum F.M.Bailey & F.Muell.: Sie kommt nur im australischen Bundesstaat Queensland vor. - Teucrium aladagense Vural & H.Duman: Sie wurde 2015 aus der Türkei erstbeschrieben. - Teucrium albicaule Toelken: Sie ist in Australien verbreitet. - Teucrium albidum Munby: Die Heimat ist Algerien. - Teucrium alborubrum Hemsl. (In der Flora of China als Kinostemon alboruber (Hemsl.) C.Y.Wu & S.Chow): Sie kommt nur in den chinesischen Provinzen Sichuan sowie Hubei vor. - Teucrium ×alexeenkoanum Juz. (= Teucrium canum × Teucrium chamaedrys) - Teucrium algarbiense (Cout.) Cout.: Die Heimat ist das südliche Portugal und südwestliche Spanien. - Teucrium alopecurus Noë: Die Heimat ist Tunesien. - Teucrium alpestre Sm.: Die Heimat ist Kreta. - Teucrium ×alvarezii Alcaraz, Sánchez-Gómez, Torre & S.Ríos (= Teucrium capitatum subsp. capitatum × Teucrium murcicum) - Teucrium alyssifolium Stapf: Die Heimat ist die südwestliche Türkei. - Teucrium andrusi Post: Die Heimat ist die südöstliche Türkei. - Teucrium angustissimum Schreb.: Die Heimat ist Spanien. - Teucrium anlungense C.Y.Wu & S.Chow: Sie gedeiht an offenen Berghängen in Höhenlagen von 600 bis 1500 Metern in den chinesischen Provinzen Guizhou sowie Yunnan. In der traditionellen chinesischen Medizin ist er eine Heilpflanze. - Teucrium annandalei Mukerjee: Die Heimat ist Myanmar. - Teucrium antiatlanticum (Maire) Sauvage & Vindt: Die Heimat ist Marokko. - Teucrium antilibanoticum Mouterde: Die Heimat ist Syrien. - Teucrium antitauricum Ekim: Die Heimat ist die südliche Türkei. - Teucrium apollinis Maire & Weiller: Die Heimat ist Libyen. - Teucrium aragonense Loscos & J.Pardo: Die Heimat ist das nordöstliche Spanien. - Teucrium arduinoi L.: Sie ist auf der westlichen Balkanhalbinsel verbreitet. - Teucrium argutum R.Br.: Sie ist im östlichen Australien verbreitet. - Teucrium aristatum Pérez Lara: Die Heimat ist Südfrankreich und Spanien. - Teucrium aroanium Orph. ex Boiss.: Die Heimat ist das südliche Griechenland. - Teucrium asiaticum L.: Die Heimat sind nur die Balearen. - Teucrium atratum Pomel: Das Verbreitungsgebiet umfasst Algerien und Tunesien. - Teucrium aureiforme Pomel: Die Heimat ist Algerien. - Teucrium aureocandidum Andr. (Syn.: Teucrium cylindraceum Greuter & Burdet): Er ist im nordwestlichen Afrika verbreitet. - Teucrium aureum Schreb. (Syn.: Teucrium polium subsp. aureum (Schreb.) Arcang.): Es gibt seit 1984 zwei Unterarten: - Teucrium aureum Schreb. subsp. aureum (Syn.: Teucrium flavescens Schreb., Teucrium flavicans Lam., Teucrium lagascae Sennen, Teucrium queraltae Sennen, Teucrium capitatum var. flavescens (Schreb.) Nyman): Sie kommt von Spanien über Frankreich bis Italien vor. - Teucrium aureum subsp. turdetanum Devesa & Valdés Berm. (Syn.: Teucrium angustifolium (Willk.) Peris, Figuerola & Stübing nom. illeg., Teucrium lerrouxii Sennen, Teucrium turdetanum (Devesa & Valdés Berm.) Peris, Teucrium polium var. montanum Boiss., Teucrium polium subsp. montanum (Boiss.) Rivas Goday & Rivas Mart., Teucrium luteum subsp. montanum (Boiss.) Greuter & Burdet, Teucrium luteum subsp. turdetanum (Devesa & Valdés Berm.) Greuter & Burdet, Teucrium aureum var. angustifolium Willk., Teucrium aureum subsp. angustifolium (Willk.) Puech ex Valdés Berm. & Sanches Crespo): Sie wurde 1984 erstbeschrieben. Sie kommt nur vom südlichen bis südöstlichen Spanien vor. - Teucrium ×badiae Sennen (= Teucrium aragonense × Teucrium aureum) - Teucrium balearicum (Coss. ex Pau) Castrov. & Bayon: Sie kommt nur auf den Balearen vor. - Teucrium balfourii Vierh.: Sie ist ein Endemit auf Sokotra. - Teucrium balthazaris Sennen: Sie kommt nur im südöstlichen Spanien vor. - Teucrium barbarum Jahand. & Maire: Die Heimat ist Marokko. - Teucrium barbeyanum Asch. & Taub. ex E.J.Durand & Barratte: Die Heimat ist Libyen. - Teucrium ×bergadense Sennen (= Teucrium aragonese × Teucrium polium) - Teucrium betchei (F.Muell.) Kattari & Salmaki: Sie kommt im östlichen Australien vor. - Teucrium betonicum L'Hér.: Dieser Endemit kommt nur auf Madeira vor. - Teucrium bicolor Sm.: Die Heimat ist Chile. - Teucrium bicoloreum Pau ex Vicioso: Die Heimat ist das östliche und südöstliche Spanien. - Teucrium bidentatum Hemsl.: Sie gedeiht in Hangwäldern in Höhenlagen von 1000 bis 1300 Meter in Taiwan und in den chinesischen Provinzen Guangxi, Guizhou, Hubei, Sichuan sowie Yunnan. In der traditionellen chinesischen Medizin ist er eine Heilpflanze. - Teucrium bogoutdinovae Melnikov: Sie wurde 2014 aus Moldawien erstbeschrieben. - Trauben-Gamander (Teucrium botrys L.) - Teucrium brachyandrum Puech: Die Heimat ist Frankreich. - Teucrium bracteatum Desf.: Das Verbreitungsgebiet reicht von Marokko bis Algerien und südliche Spanien. - Kurzblättriger Gamander (Teucrium brevifolium Schreb.): Er ist in der südlichen Ägäis, in Griechenland, in Kleinasien und im nordöstlichen Afrika verbreitet. - Teucrium ×bubanii Sennen (=Teucrium aureum × Teucrium chamaedrys) - Teucrium bullatum Coss. & Balansa: Die Heimat ist Marokko. - Teucrium burmanicum Mukerjee: Die Heimat ist Myanmar. - Teucrium buxifolium Schreb.: Die Heimat ist das südöstliche Spanien. - Teucrium campanulatum L.: Das Verbreitungsgebiet reicht von Nordafrika bis Spanien, die Balearen, Sizilien und Süditalien. - Teucrium canadense L.: Es gibt vier Varietäten: - Teucrium canadense L. var. canadense (Syn.: Teucrium bracteosum Raf., Teucrium cinereum Raf., Teucrium lanceolatum Raf. & Collins nom. illeg., Teucrium littorale E.P.Bicknell, Teucrium menthifolium E.P.Bicknell, Teucrium mexicanum Sessé & Moc., Teucrium petiolare Raf., Teucrium riparium Raf., Teucrium speciosum Hill, Teucrium roseum E.P.Bicknell, Teucrium undulatum Raf., Teucrium canadense var. angustatum A.Gray, Teucrium canadense var. littorale Fernald): Sie ist Verbreitungsgebiet von Kanada über die USA bis ins nördliche Mexiko und Kuba weitverbreitet. - Teucrium canadense var. hypoleucum Griseb. (Syn.: Teucrium nashii Kearney, Teucrium canadense var. nashii (Kearney) Shinners): Sie kommt in den südöstlichen USA vor. - Teucrium canadense var. occidentale (A.Gray) E.M.McClint. & Epling (Syn.: Teucrium occidentale A.Gray, Teucrium boreale E.P.Bicknell, Teucrium canadense subsp. occidentale (A.Gray) W.A.Weber, Teucrium canadense subsp. viscidum (Piper) Roy L.Taylor & MacBryde, Teucrium canadense var. boreale (E.P.Bicknell) Shinners): Sie ist in den USA verbreitet. - Teucrium canadense var. virginicum (L.) Eaton (Syn.: Teucrium virginicum L.): Sie kommt in den östlichen USA vor. - Teucrium canum Fisch. & C.A.Mey.: Sie ist im Kaukasusraum verbreitet. - Kopfiger Gamander (Teucrium capitatum L.): Es gibt drei Unterarten: - Teucrium capitatum L. subsp. capitatum (Syn.: Teucrium achaemenis Schreb., Teucrium album Poir., Teucrium belion Schreb. nom. illeg., Teucrium cymosum Pers., Teucrium majorana Pers., Teucrium polycephalum Pomel, Teucrium capitatum var. lazari Sennen & Mauricio, Teucrium capitatum subsp. gussonii Nyman, Teucrium capitatum subsp. gypsicola Mateo & Arán): Sie ist vom Mittelmeerraum über Osteuropa und Westasien die Arabische Halbinsel und Zentralasien bis Afghanistan weitverbreitet. - Teucrium capitatum subsp. gracillimum (Rouy) Valdés Berm. (Syn.: Teucrium capitatum var. gracillimum Rouy, Teucrium pycnophyllum Schreb., Teucrium valentinum Schreb., Teucrium capitatum subsp. valentinum (Schreb.) P.P.Ferrer, E.Laguna, Roselló, Gómez Nav., A.Guillén & J.B.P): Sie kommt nur im südöstlichen Spanien vor. - Teucrium capitatum subsp. majoricum (Rouy) Nyman (Syn.: Teucrium majoricum Rouy, Teucrium pii-fontii (P.Palau) Greuter & Burdet, Teucrium willkommii Porta): Sie kommt nur auf den Balearen vor. - Teucrium carolipaui Vicioso ex Pau: Es gibt zwei Unterarten: - Teucrium carolipaui Vicioso ex Pau subsp. carolipaui: Sie kommt nur im südöstlichen Spanien vor. - Teucrium carolipaui subsp. fontqueri (Sennen) Rivas Mart.: Sie kommt nur im südöstlichen Spanien vor. - Teucrium carthaginense Lange: Sie kommt nur im südöstlichen Spanien vor. - Teucrium ×carvalhoi A.F.Carrillo & al. (= Teucrium balthazaris × Teucrium capitatum subsp. gracillimum) - Teucrium cavanillesianum Font Quer & Jeronimo: Dieser Endemit kommt nur in der Sierra de Gádor in Spanien vor. - Teucrium cavernarum P.H.Davis: Sie kommt nur in der südlichen Türkei vor. - Edel-Gamander (Teucrium chamaedrys L., Syn: Teucrium veronicifolium Salisb. nom. illeg.): Es gibt etwa 15 Unterarten: - Teucrium chamaedrys subsp. albarracinii (Pau) Rech. f.: Sie kommt von Spanien bis Frankreich vor. - Teucrium chamaedrys subsp. algeriense Rech. f.: Sie kommt in Algerien vor. - Teucrium chamaedrys P.H.Davis subsp. chamaedrys Sie ist von Europa bis Westasien weitverbreitet. - Teucrium chamaedrys subsp. germanicum (F.Herm.) Rech. f.: Sie kommt in Frankreich, Belgien und Deutschland vor. - Teucrium chamaedrys subsp. gracile (Batt.) Rech. f.: Sie kommt in Marokko sowie Algerien vor. - Teucrium chamaedrys subsp. lydium O.Schwarz: Sie kommt von Griechenland bis zur Türkei vor. - Teucrium chamaedrys var. multinodum Bordz.: Sie kommt nur im westlichen Transkaukasien vor. - Teucrium chamaedrys subsp. nuchense (K.Koch) Rech. f.: Sie kommt im Kaukasusraum vor. - Teucrium chamaedrys subsp. olympicum Rech. f.: Sie kommt im Griechenland vor. - Teucrium chamaedrys subsp. pectinatum Rech. f.: Sie kommt von Frankreich bis Italien vor. - Teucrium chamaedrys subsp. pinnatifidum (Sennen) Rech. f.: Sie kommt in Spanien, auf den Balearen sowie in Südfrankreich vor und ist auf Korsika ausgestorben. - Teucrium chamaedrys subsp. sinuatum (Celak.) Rech. f.: Sie kommt von der östlichen Türkei über den Irak bis in den nördlichen Iran vor. - Teucrium chamaedrys subsp. syspirense (K.Koch) Rech. f.: Sie kommt auf der Krim und von der Türkei bis in den nördlichen Iran vor. - Teucrium chamaedrys subsp. tauricola Rech. f.: Sie kommt von der südwestlichen bis zur südlichen Türkei und in Syrien vor. - Teucrium chamaedrys subsp. trapezunticum Rech. f.:Sie kommt in der nordöstlichen Türkei und im westlichen Transkaukasien vor. - Teucrium chardonianum Maire & Wilczek: Das Verbreitungsgebiet reicht von Marokko bis Mauretanien. - Teucrium charidemi Sandwith: Dieser Endemit kommt nur in Cabo de Gata im südöstlichen Spanien vor. - Teucrium chasmophyticum Rech. f.: Sie wurde 1980 aus dem nördlichen Irak erstbeschrieben. - Teucrium chlorocephalum Celak.: Dieser Endemit kommt nur in der südspanischen Provinz Málaga vor. - Teucrium chlorostachyum Pau & Font Quer: Es gibt seit 1997 zwei Unterarten: - Teucrium chlorostachyum Pau & Font Quer subsp. chlorostachyum: Sie kommt in Marokko vor. - Teucrium chlorostachyum subsp. melillense (Sennen ex Maire) Ouqlidi, Mathez & T.Navarro: Sie kommt in Marokko vor. - Teucrium chrysotrichum Lange: Sie kommt nur im südlichen Spanien vor. - Teucrium cincinnatum Maire: Die Heimat ist Marokko. - Teucrium clementiae Ryding: Sie wurde 1998 erstbeschrieben. Sie kommt nur im östlichen Äthiopien und nördlichen Somalia vor. - Teucrium coahuilanum B.L.Turner: Sie wurde 2005 aus dem mexikanischen Bundesstaat Coahuila erstbeschrieben. - Teucrium ×coeleste Schreb. (= Teucrium angustissimum × Teucrium capitatum subsp. gracillimum) - Teucrium compactum Clemente ex Lag.: Sie kommt im südöstliche Spanien und Nordafrika. - Teucrium coniortodes Boiss. & Blanche: Die Heimat ist Syrien. - Teucrium × conquense M.B.Crespo & Mateo (= Teucrium capitatum × Teucrium gnaphalodes) - Teucrium × contejeanii Giraudias (= Teucrium montanum × Teucrium pyrenaicum) - Teucrium corymbiferum Desf.: Die Heimat ist das nordwestliche Afrika. - Teucrium corymbosum R.Br.: Das Verbreitungsgebiet reicht von Neuguinea bis Australien. - Teucrium cossonii D.Wood: Sie kommt nur auf den Balearen vor. - Teucrium creticum L.: Sie ist im östlichen Mittelmeerraum verbreitet. - Teucrium cubense Jacq.: Sie ist vom südöstlichen Kalifornien über Texas und Mexiko bis Costa Rica und auf karibischen Inseln sowie vom südlichen Brasilien sowie Uruguay bis ins nördliche Argentinien verbreitet. - Teucrium cuneifolium Sm.: Dieser Endemit kommt nur auf Kreta vor. - Teucrium cyprium Boiss.: Dieser Endemit kommt nur im westlichen Zypern vor. - Teucrium cyrenaicum (Maire & Weiller) Brullo & Furnari: Sie kommt nur im nordöstlichen Libyen vor. - Teucrium davaeanum Coss.: Sie kommt nur im nordöstlichen Libyen vor. - Teucrium dealeanum Emb. & Maire: Die Heimat ist Marokko. - Teucrium decaisnei C.Presl: Das Verbreitungsgebiet ist Libyen, Ägypten und die Sinaihalbinsel. - Teucrium decipiens Coss. & Balansa: Die Heimat ist Marokko. - Teucrium demnatense Coss. ex Batt.: Die Heimat ist Marokko. - Teucrium divaricatum Sieber ex Heldr.: Es gibt vier Unterarten: - Teucrium divaricatum subsp. athoum (Hausskn.) Bornm.: Dieser Endemit kommt in Griechenland nur auf dem Berg Athos vor. - Teucrium divaricatum subsp. canescens (Celak.) Holmboe: Dieser Endemit kommt nur auf Zypern vor. - Teucrium divaricatum Sieber ex Heldr. subsp. divaricatum: Sie kommt im östlichen Griechenland, auf Kreta, auf Ostägäischen Inseln, in der Türkei in Israel und im nordöstlichen Libyen vor. - Teucrium divaricatum subsp. graecum (Celak.) Bornm.: Sie kommt im östlichen-zentralen Griechenland, in der südlichen Türkei und in Syrien vor. - Teucrium ×djebalicum Font Quer (= Teucrium afrum subsp. rubriflorum × Teucrium pseudoscorodonia). - Teucrium doumerguei Sennen: Sie kommt nur im nördlichen Marokko vor. - Teucrium ducellieri Batt.: Die Heimat ist Marokko. - Teucrium dumulosum (Rech. f.) Brullo & Guarino (Syn.: Teucrium polium f. dumulosum Rech. f.): Sie hat seit 2000 den Rang einer Art. Dieser Endemit kommt nur auf Kreta vor. - Teucrium dunense Sennen: Seit 2015 gibt es zwei Unterarten: - Teucrium dunense Sennen subsp. dunense: Sie kommt in Südwesteuropa in von der Iberischen Halbinsel und den Balearen bis Frankreich vor. - Teucrium dunense subsp. sublittoralis P.P.Ferrer, R.Roselló, E.Laguna, Gómez Nav., A.Guillén & J.B: Sie wurde 2015 aus Spanien erstbeschrieben. - Teucrium eburneum Thulin: Dieser Endemit kommt nur im nordöstlichen Somalia vor. - Teucrium edetanum M.B.Crespo, Mateo & T.Navarro: Sie kommt nur im östlichen Spanien vor. - Teucrium ×eloualidii Sánchez-Gómez & T.Navarro (= Teucrium freynii × Teucrium lanigerum) - Teucrium embergeri (Sauvage & Vindt) El Oualidi, T.Navarro & A.Martin: Die Heimat ist Marokko. - Teucrium eremaeum Diels: Die Heimat ist das südwestliche Australien. - Teucrium eriocephalum Willk.: Es gibt seit 1988 vier Unterarten: - Teucrium eriocephalum subsp. almeriense (C.E.Hubb. & Sandwith) T.Navarro & Rosua (Syn.: Teucrium almeriense C.E.Hubb. & Sandwith, Teucrium ellmanii C.E.Hubb. & Sandwith): Sie hat 1988 den Rang einer Unterart erhalten. Sie kommt nur im südlichen Spanien vor. - Teucrium eriocephalum Willk. subsp. eriocephalum: Sie kommt nur im südlichen Spanien vor. - Teucrium eriocephalum subsp. lutescens (Coincy) S.Puech (Syn.: Teucrium eriocephalum var. lutescens Coincy, Teucrium polium subsp. lutescens (Coincy) O.Bolòs & Vigo): Sie kommt nur im südlichen Spanien vor. - Teucrium eriocephalum subsp. serranum (Pau) T.Navarro & Rosua (Syn.: Teucrium serranum Pau): Sie hat 1988 den Rang einer Unterart erhalten. Sie kommt nur im südlichen Spanien vor. - Teucrium ×estevei Alcaraz, Sánchez-Gómez & J.S.Carrión (= Teucrium capitatum subsp. gracillimum × Teucrium libanitis). - Teucrium eximium O.Schwartz: Sie kommt nur im Jemen vor. - Teucrium expassum Pau: Seit 2015 gibt es zwei Unterarten: - Teucrium expassum Pau subsp. expassum: Sie kommt nur im nördlichen und östlichen Spanien. - Teucrium expassum subsp. neilense Mateo & M.B.Crespo: Sie wurde 2015 aus Spanien erstbeschrieben. - Teucrium faurei Maire: Die Heimat ist Marokko. - Teucrium fililobum F.Muell. ex Benth.: Die Heimat ist das südwestliche Australien. - Gelber Gamander (Teucrium flavum L.): Die vier Unterarten sind im Mittelmeerraum verbreitet: - Teucrium flavum L. subsp. flavum: Sie kommt vom südöstlichen Frankreich, den Balearen, Korsika, Sardinien, Sizilien, Italien bis zur westlichen Balkanhalbinsel und von Tunesien bis Libyen vor. - Teucrium flavum subsp. glaucum (Jord. & Fourr.) Ronniger: Sie kommt vom westlichen bis in den zentralen Mittelmeerraum von Spanien über die Balearen, Korsika, Sardinien, Italien bis zum ehemaligen Jugoslawien sowie Griechenland und von Algerien bis Marokko vor. - Teucrium flavum subsp. gymnocalyx Rech. f.: Sie kommt im südöstlichen Griechenland und auf Kreta vor. - Teucrium flavum subsp. hellenicum Rech. f.: Sie kommt von Griechenland über Kreta und Ostägäischen Inseln bis in die westliche Türkei vor. - Teucrium fragile Boiss.: Sie kommt nur im südlichen Spanien vor. - Teucrium franchetianum Rouy & Coincy: Sie kommt nur im südöstlichen Spanien vor. - Teucrium francisci-werneri Rech. f.: Sie kommt nur im südlichen Griechenland vor. - Teucrium francoi M.Seq., Capelo, J.C.Costa & R.Jardim: Sie wurde 2008 aus Madeira erstbeschrieben. - Teucrium freynii E.Rev. ex Willk.: Sie kommt nur im südöstlichen Spanien vor. - Strauchiger Gamander (Teucrium fruticans L.): Dieser bis zu 2,5 Meter hohe Strauch ist im westlichen und zentralen Mittelmeerraum verbreitet. - Teucrium gattefossei Emb.: Die Heimat ist Marokko. - Teucrium glandulosum Kellogg: Das Verbreitungsgebiet reicht von Südkalifornien und Arizona bis zum mexikanischen Bundesstaat Baja California. - Teucrium gnaphalodes L'Hér.: Sie ist auf der Iberischen Halbinsel verbreitet. - Teucrium ×gnaphaureum M.B.Crespo & Mateo (= Teucrium aureum × Teucrium gnaphalodes) - Teucrium goetzei Gürke: Sie kommt nur im südwestlichen Tansania vor. - Teucrium gracile Barbey & Fors.-Major: Dieser Endemit kommt nur auf Karpathos vor. - Teucrium grandifolium R.A.Clement: Die Heimat ist Tibet bis Bhutan. - Teucrium grandiusculum F.Muell. & Tate: Seit 1985 gibt es zwei Unterarten: - Teucrium grandiusculum F.Muell. & Tate subsp. grandiusculum: Sie kommt in den australischen Bundesstaaten South Australia sowie Northern Territory vor. - Teucrium grandiusculum subsp. pilosum Toelken: Sie wurde 1985 aus dem australischen Bundesstaat South Australia erstbeschrieben. - Teucrium grisebachii Hieron. ex Epling: Die Heimat ist das nördliche Argentinien. - Teucrium grosii Pau: Die Heimat ist Marokko. - Teucrium ×guemesii J.F.Jiménez, A.F.Carrillo, M.A.Carrión (= Teucrium carolipaui subsp. fontqueri × Teucrium lanigerum) - Teucrium gypsophilum Emb. & Maire: Die Heimat ist Marokko. - Teucrium haenseleri Boiss.: Sie ist auf der Iberischen Halbinsel verbreitet. - Teucrium halacsyanum Heldr.: Sie kommt nur im westlichen Griechenland vor. - Teucrium haradjanii Briq. ex Rech. f.: Das Verbreitungsgebiet umfasst die Türkei und Syrien. - Teucrium helichrysoides (Diels) Greuter & Burdet: Das Verbreitungsgebiet reicht von Nordafrika bis zum Tschad (Tibesti). - Verschiedenblättriger Gamander (Teucrium heterophyllum L'Hér.): Es gibt seit 2000 drei Unterarten: - Teucrium heterophyllum subsp. brevipilosum Gaisberg: Sie wurde 2000 von den Kanaren erstbeschrieben. - Teucrium heterophyllum L'Hér. subsp. heterophyllum: Sie kommt nur im südlichen Madeira vor. - Teucrium heterophyllum subsp. hierrense Gaisberg: Sie wurde 2000 von El Hierro erstbeschrieben. - Teucrium heterotrichum Briq. ex Rech. f.: Die Heimat ist Syrien. - Teucrium heynei V.S.Kumar & Chakrab.: Sie kommt vom südlichen Indien bis Thailand vor. - Teucrium hieronymi Sennen: Sie kommt nur im südöstlichen Spanien vor. - Teucrium hifacense Pau: Sie kommt nur im südöstlichen Spanien vor. - Teucrium hijazicum Hedge & R.A.King: Die Heimat ist die Arabische Halbinsel. - Teucrium hircanicum L.: Das Verbreitungsgebiet reicht von der nordöstlichen Türkei bis zum nördlichen Iran. - Teucrium homotrichum (Font Quer) Rivas Mart.: Sie kommt nur im östlichen Spanien vor. - Teucrium huotii Emb. & Maire: Dieser Endemit kommt nur im Rif in Marokko vor. - Teucrium integrifolium Benth.: Sie gedeiht in Dickichten in einer Höhenlage von etwa 1000 Meter nur in der chinesischen Provinz Guizhou. - Teucrium intricatum Lange: Dieser Endemit kommt nur in der Sierra de Gádor im südlichen Spanien vor. - Teucrium japonicum Houtt.: Es gibt vier Varietäten: - Teucrium japonicum Houtt. var. japonicum: Sie im südlichen China, Japan sowie Korea verbreitet. - Teucrium japonicum var. microphyllum C.Y.Wu & S.Chow: Sie kommt in den chinesischen Provinzen von Gansu bis Henan vor. - Teucrium japonicum var. pilosum Pamp.: Sie kommt im südlichen China vor. - Teucrium japonicum var. tsungmingense C.Y.Wu & S.Chow: Sie kommt im südöstlichen China vor. - Teucrium joannis (Sauvage & Vindt) El Oualidi, T.Navarro & A.Martin: Die Heimat ist Marokko. - Teucrium jolyi Mathez & Sauvage: Das Verbreitungsgebiet ist die westliche Sahara. - Teucrium jordanicum (Danin) Faried: Seit 2015 gibt es zwei Varietäten: - Teucrium jordanicum (Danin) Faried var. jordanicum: Diese Neukombination erfolgte 2015. Die Varietäte kommt nur im westlichen Jordanien vor. - Teucrium jordanicum var. sinaicum (Danin) Faried: Diese Neukombination erfolgte 2015. Die Varietät kommt nur auf der Sinaihalbinsel vor. - Teucrium junceum (A.Cunn. ex Walp.) Kattari & Heubl: Sie kommt im östlichen Australien vor. - Teucrium kabylicum Batt.: Die Heimat ist Algerien. - Teucrium karpasiticum Hadjik. & Hand: Sie wurde 2008 aus Zypern erstbeschrieben. - Teucrium kotschyanum Poech: Das Verbreitungsgebiet umfasst die westliche und südliche Türkei, Zypern und die östlichen ägäischen Inseln. - Teucrium kraussii Codd: Sie kommt in Eswatini und in den südafrikanischen Provinzen Ostkap, KwaZulu-Natal sowie Mpumalanga vor. - Teucrium krymense Juz.: Die Heimat ist die Krim und der nordwestliche Kaukasusraum. - Teucrium kyreniae (P.H.Davis) Hadjik. & Hand: Sie hat 2008 den Rang einer Art erhalten. Dieser Endemit kommt nur im nördlichen Zypern vor. - Teucrium labiosum C.Y.Wu & S.Chow: Sie gedeiht in Hangwäldern in Höhenlagen von etwa 1200 Metern in den chinesischen Provinzen Guizhou, Sichuan sowie Yunnan. - Teucrium laciniatum Torr.: Sie ist in den USA verbreitet. - Teucrium lamiifolium d’Urv.: Das Verbreitungsgebiet reicht vom südöstlichen Bulgarien bis zur Türkei. - Teucrium lanigerum Lag.: Sie kommt nur im südöstlichen Spanien vor. - Teucrium laxum D.Don: Sie ist im Himalaja verbreitet. - Teucrium leonis Sennen: Sie kommt nur im südöstlichen Spanien vor. - Teucrium lepicephalum Pau: Sie kommt nur im südöstlichen Spanien vor. - Teucrium leucocladum Boiss.: Es gibt seit 1997 zwei Varietäten: - Teucrium leucocladum var. glandulosum Danin: Sie wurde 1997 von der Sinaihalbinsel erstbeschrieben. - Teucrium leucocladum Boiss. var. leucocladum: Sie kommt vom südwestlichen Jordanien und Israel über Ägypten bis Saudi-Arabien vor. - Teucrium leucophyllum Montbret & Aucher ex Benth.: Es gibt eine Fundortangabe aus der westlichen-zentralen Türkei, sie ist vermutlich ausgestorben. - Teucrium libanitis Schreb.: Sie kommt nur im südöstlichen Spanien vor. - Teucrium lini-vaccarii Pamp.: Sie kommt nur im nördlichen Libyen vor. - Teucrium lucidum L.: Die Heimat sind die französischen und italienischen Südwestalpen. - Teucrium lusitanicum Schreb.: Es gibt sit 1998 drei Unterarten: - Teucrium lusitanicum subsp. aureiforme (Rouy) Valdés Berm.: Sie kommt nur im südlichen Spanien vor. - Teucrium lusitanicum subsp. clementiae T.Navarro, El Oualidi: Sie wurde 1998 aus der Sierra de Gata im südöstlichen Spanien erstbeschrieben. - Teucrium lusitanicum Schreb. subsp. lusitanicum: Sie ist auf der Iberischen Halbinsel verbreitet. - Teucrium luteum (Mill.) Degen: Es gibt drei bis acht Unterarten: - Teucrium luteum subsp. flavovirens (Batt.) Greuter & Burdet: Sie kommt in Tunesien, Algerien und Marokko vor. - Teucrium luteum subsp. gabesianum (S.Puech) Greuter: Sie kommt in Tunesien vor. - Teucrium luteum (Mill.) Degen subsp. luteum (Syn.: Teucrium trifoliatum (Vahl) Willd.): Sie kommt im westlichen Mittelmeerraum in Spanien, Frankreich, Sizilien, Tunesien und Algerien vor. - Teucrium macrophyllum (C.Y.Wu & S.Chow) J.H.Zheng (Syn.: Teucrium pilosum var. macrophyllum C.Y.Wu & S.Chow): Seit 2002 (J. H. Zheng: Flora Hubeiensis, 3, S. 447) hat sie den Rang einer Art und ist im zentralen China verbreitet. - Teucrium macrum Boiss. & Hausskn.: Sie kommt nur im westlichen Iran vor. - Teucrium ×maestracense M.B.Crespo & Mateo (= Teucrium aureum × Teucrium expassum) - Teucrium maghrebinum Greuter & Burdet: Die Heimat ist Algerien und Marokko. - Teucrium ×mailhoi Giraudias (= Teucrium aureum × Teucrium pyrenaicum) - Teucrium malenconianum Maire: Die Heimat ist Marokko. - Teucrium manghuaense Y.Z.Sun ex S.Chow: Es gibt zwei Varietäten in der chinesischen Provinz Yunnan: - Teucrium manghuaense var. angustum C.Y.Wu & S.Chow: Sie gedeiht in Lorbeerwäldern in Höhenlagen unterhalb von 2000 Metern in der chinesischen Provinz Yunnan. - Teucrium manghuaense Y.Z.Sun ex S.Chow var. manghuaense: Sie gedeiht in Lorbeerwäldern in Höhenlagen von etwa 2800 Metern in der chinesischen Provinz Yunnan. - Katzen-Gamander (Teucrium marum L.): Sie kommt nur auf westmediterranen Inseln und auf Murter in Kroatien vor. - Teucrium mascatense Boiss.: Die Heimat sind die Staaten der Arabischen Halbinsel am Persischen Golf bis Oman. - Teucrium massiliense L.: Die Heimat ist das westliche Mittelmeerraum und Kreta. - Teucrium × mateoi Solanas, M.B.Crespo & De la Torre (= Teucrium carolipaui × Teucrium homotrichum) - Teucrium melissoides Boiss. & Hausskn.: Das Verbreitungsgebiet reicht von der südöstlichen Türkei bis zum nordwestlichen Iran. - Teucrium micranthum B.J.Conn: Sie kommt nur im australischen Bundesstaat Queensland vor. - Teucrium microphyllum Desf.: Das Verbreitungsgebiet reicht von der südwestlichen Türkei bis zu den südlichen ägäischen Inseln. - Teucrium micropodioides Rouy: Dieser Endemit kommt nur auf Zypern vor. - Teucrium mideltense (Batt.) Humbert: Die Heimat ist Marokko. - Teucrium miragestorum Gómez Nav., Roselló, P.P.Ferrer & Peris: Sie wurde 2013 aus Spanien erstbeschrieben. - Teucrium mitecum Tattou & El Oualidi: Die Heimat ist Marokko. - Teucrium moleromesae Sánchez-Gómez, T.Navarro, J.F.Jiménez, J.B.Vera, Mota & del Río: Sie wurde 2013 aus Spanien erstbeschrieben. - Berg-Gamander (Teucrium montanum L.): Es gibt seit 1991 zwei Unterarten: - Teucrium montanum subsp. helianthemoides (Adamovic) Baden (Syn.: Teucrium helianthemoides Adamovic): Sie hat 1991 den Rang einer Unterart erhalten. Sie kommt in Griechenland vor. - Teucrium montanum L. subsp. montanum: Das Verbreitungsgebiet erstreckt sich vom Mittelmeerraum bis Mitteleuropa. - Teucrium montbretii Benth.: Es gibt seit 2012 fünf Unterarten: - Teucrium montbretii subsp. heliotropiifolium (Barbey) P.H.Davis: Dieser Endemit kommt nur auf der Insel Kárpathos vor. - Teucrium montbretii subsp. judaicum P.H.Davis: Sie kommt nur in Israel vor. - Teucrium montbretii subsp. libanoticum P.H.Davis: Sie kommt nur im Libanon vor. - Teucrium montbretii Benth. subsp. montbretii Sie kommt in der südlichen Türkei und im nordwestlichen Syrien vor. - Teucrium montbretii subsp. pamphylicum P.H.Davis: Sie kommt nur in der südwestlichen Türkei vor. - Teucrium montbretii subsp. yildirimlii Dinç & Dogu: Sie wurde 2012 aus der Türkei erstbeschrieben. - Teucrium ×mugronense P.P.Ferrer, Roselló, Gómez Nav. & Guara (= Teucrium capitatum subsp. gracillimum × Teucrium expassum) - Teucrium muletii Roselló, P.P.Ferrer, E.Laguna, Gómez Nav., A.Guillén & Peris: Sie wurde 2013 aus dem östlichen Spanien erstbeschrieben. - Teucrium multicaule Montbret & Aucher ex Benth.: Es gibt zwei Unterarten: - Teucrium multicaule Montbret & Aucher ex Benth. subsp. multicaule: Sie kommt in der zentralen Türkei und im nördlichen Syrien vor. - Teucrium multicaule subsp. planifolium Post: Sie kommt in Syrien vor. - Teucrium murcicum Sennen: Sie kommt nur im südöstlichen Spanien und auf den Balearen vor. - Teucrium musimonum Humbert ex Maire: Die Heimat ist Marokko. - Teucrium myriocladum Diels: Sie ist im westlichen Australien verbreitet. - Teucrium nanum C.Y.Wu & S.Chow: Sie gedeiht an grasigen Hängen in den chinesischen Provinzen Sichuan sowie Yunnan. - Teucrium ×navarroi Sánchez-Gómez, Güemes, A.F.Carrillo, Coy & A.Hern. (= Teucrium rivas-martinezii × Teucrium thymifolium) - Teucrium novorossicum Melnikov: Sie wurde 2014 aus dem nördlichen Kaukasusraum erstbeschrieben. - Teucrium nudicaule Hook.: Die Heimat ist Chile. - Teucrium nummularifolium Baker: Die Heimat ist die östliche und südliche Arabische Halbinsel. - Teucrium odontites Boiss. & Balansa: Sie kommt nur in der südlichen Türkei vor. - Teucrium oliverianum Ging. ex Benth.: Das Verbreitungsgebiet reicht von der Arabischen Halbinsel bis zum Iran. - Teucrium omeiense Y.Z.Sun: Es gibt zwei Varietäten: - Teucrium omeiense var. cyanophyllum C.Y.Wu & S.Chow: Sie gedeiht in feuchten Wäldern in Höhenlagen von 2300 bis 2600 Metern in der chinesischen Provinz Yunnan. - Teucrium omeiense Y.Z.Sun var. omeiense: Sie gedeiht in feuchten Wäldern in Höhenlagen von 1200 bis 2000 Metern in der chinesischen Provinz Sichuan. - Teucrium orientale L.: Es gibt drei Varietäten und zwei Unterarten: - Teucrium orientale var. glabrescens Hausskn. ex Bornm.: Sie kommt in der Türkei, in Syrien und im westlichen Iran vor. - Teucrium orientale subsp. gloeotrichum Rech. f.: Sie kommt vom westlichen bis zum zentralen Iran vor. - Teucrium orientale L. var. orientale: Das Verbreitungsgebiet reicht von Westasien bis zum Kaukasusraum. - Teucrium orientale var. puberulens Ekim: Sie kommt in der zentralen Türkei, in Transkaukasien und im Iran vor. - Teucrium orientale subsp. taylorii (Boiss.) Rech. f.: Sie kommt in Transkaukasien, im Irak und im Iran vor. - Teucrium ornatum Hemsl. (in der Flora of China als Kinostemon ornatum (Hemsl.) Kudô): Das Verbreitungsgebiet reicht von China bis Vietnam. Sie gedeiht in China auf bewaldeten Hängen in Höhenlagen von 700 bis 2600 Metern in den Provinzen Anhui, Guizhou, Hubei, Shaanxi, Sichuan sowie Yunnan. - Teucrium oxylepis Font Quer: Die Heimat ist Spanien. - Teucrium ozturkii A.P.Khokhr.: Sie wurde 1997 erstbeschrieben. Dieser Endemit kommt nur im türkischen Erzurum vor. - Teucrium paederotoides Boiss.: Das Verbreitungsgebiet reicht von der südlichen Türkei bis Syrien. - Teucrium parviflorum Schreb.: Das Verbreitungsgebiet reicht von Westasien bis Transkaukasien. - Teucrium parvifolium (Hook. f.) Kattari & Salmaki (Syn.: Teucridium parvifolium Hook. f.): Diese Neukombination erfolgte 2016. Sie kommt auf beiden Hauptinseln Neuseelands vor. - Teucrium pernyi Franch.: Sie gedeiht in hügeligen Gebieten und auf Feldern in China in Höhenlagen von 200 bis 1100 Metern. - Teucrium persicum Boiss.: Sie kommt nur im südlichen Iran vor. - Teucrium pestalozzae Boiss.: Sie kommt nur in der südwestlichen Türkei vor. - Teucrium petelotii Doan ex Suddee & A.J.Paton: Sie wurde 2007 aus Vietnam erstbeschrieben. - Teucrium pilbaranum B.J.Conn: Sie wurde 1999 erstbeschrieben. Dieser Endemit kommt nur am Fortescue River im australischen Bundesstaat Western Australia vor. - Teucrium plectranthoides Gamble: Dieser Endemit kommt nur in den Tirunelveli Hills im südindischen Distrikt Tirunelveli vor. - Teucrium polioides Ryding: Sie wurde 1998 aus Somalia erstbeschrieben. - Teucrium polium L.: Es gibt fünf Unterarten: - Teucrium polium subsp. aurasiacum (Maire) Greuter & Burdet: Sie kommt in Algerien und Tunesien vor. - Teucrium polium subsp. chevalieri Maire: Sie kommt in Algerien vor. - Teucrium polium subsp. clapae S.Puech: Dieser Endemit kommt nur im südöstlichen Frankreich vor. - Teucrium polium L. subsp. polium (Syn.: Teucrium aegypticum Pers., Teucrium caespitulosum Dufour, Teucrium cephalotes Pomel, Teucrium chulilia Cav. ex Spreng., Teucrium collinum Salisb. nom. superfl., Teucrium compositum Pomel, Teucrium commune Rouy, Teucrium cylindricum Lam. ex Steud., Teucrium foliosum Pomel, Teucrium gussonei Nyman, Teucrium lavandulatum Pourr. ex Benth., Teucrium polium-trifoliatum Vahl, Teucrium polycephalon Medik., Teucrium pulverulentum Coss. ex Barceló, Teucrium purpurascens Medik., Teucrium purpureum Link, Teucrium soloitanum (Maire) T.Navarro & Rosua, Teucrium stoechadifolium Pomel, Teucrium subtriphyllum Lag., Teucrium teuthrion Schreb., Teucrium tomentosum Lam.): Sie kommt im westlichen Mittelmeerraum (Spanien, Korsika, Frankreich, Algerien, Tunesien und Marokko) vor. - Teucrium polium subsp. purpurascens (Benth.) S.Puech: Sie kommt in Südfrankreich vor. - Teucrium popovii R.A.King: Sie kommt nur in Saudi-Arabien vor. - Teucrium ×portusmagni Sánchez Gómez & al. (= Teucrium capitatum subsp. gracillimum × Teucrium freynii) - Teucrium procerum Boiss. & Blanche: Das Verbreitungsgebiet reicht von Israel bis zum nordwestlichen Iran. - Teucrium proctorii L.O.Williams: Die Heimat ist Guatemala. - Teucrium pruinosum Boiss.: Das Verbreitungsgebiet reicht von der Türkei bis Israel. - Teucrium pseudaroanium Parolly, Erdag & Nordt: Sie wurde 2007 aus der Türkei erstbeschrieben. - Teucrium × pseudoaragonense M.B.Crespo & Mateo (= Teucrium angustissimum × Teucrium expassum) - Schmalblättriger Gamander (Teucrium pseudochamaepitys L.): Er ist im westlichen Mittelmeergebiet verbreitet. - Teucrium pseudoscorodonia Desf.: Das Verbreitungsgebiet ist das nordwestliche Afrika und das südwestliche Spanien. - Teucrium ×pseudothymifolium Sánchez-Gómez, Güemes & A.F.Carrillo (= Teucrium rotundifolium × Teucrium thymifolium) - Teucrium puberulum (F.Muell.) Kattari & Bräuchler (Syn.: Spartothamnus puberulus F.Muell., Spartothamnella puberula (F.Muell.) Maiden & Betche): Diese Neukombination erfolgte 2016. Sie kommt in Australien vor. - Teucrium pugionifolium Pau: Die Heimat ist Spanien. - Teucrium ×pujolii Sennen (= Teucrium aragonense × Teucrium chamaedrys) - Teucrium pumilum Loefl. ex L.: Die Heimat ist Spanien. - Teucrium pyrenaicum L.: Es gibt seit 1980/1 zwei Unterarten: - Teucrium pyrenaicum subsp. guarense P.Monts.: Sie wurde 1980/1 erstbeschrieben. Sie kommt von den südlichen Pyrenäen bis ins nordöstliche Spanien vor. - Teucrium pyrenaicum L. subsp. pyrenaicum: Sie kommt vom nordöstliche Spanien bis ins südwestliche Frankreich vor. - Teucrium quadrifarium Buch.-Ham.: Das Verbreitungsgebiet reicht von Pakistan bis ins südliche China. - Teucrium racemosum R.Br.: Sie ist Australien verbreitet. - Teucrium radicans Bonnet & Barrette: Die Heimat ist Tunesien. - Teucrium ramaswamii M.B.Viswan. & Manik.: Sie wurde 2009 aus dem indischen Tamil Nadu erstbeschrieben. - Teucrium ramosissimum Desf.: Das Verbreitungsgebiet ist das nordwestliche Afrika. - Teucrium reidii Toelken & D.Dean Cunn.: Sie wurde 2008 aus dem australischen Bundesstaat South Australia erstbeschrieben. - Teucrium resupinatum Desf.: Das Verbreitungsgebiet ist das nordwestliche Afrika und südliche Spanien. - Teucrium rhodocalyx O.Schwartz: Dieser Endemit kommt nur im südöstlichen Jemen vor. - Teucrium rifanum (Maire & Sennen) Maire & Sennen (Syn.: Teucrium maroccanum Sennen & Mauricio nom. nud., Teucrium rifeum Maire & Sennen): Dieser Endemit gedeiht nur im Rif-Gebirge in Marokko. - Teucrium rigidum Benth.: Das Verbreitungsgebiet reicht vom östlichen Mittelmeerraum bis zum nördlichen Irak. - Teucrium ×rigualii De la Torre & Alcaraz (= Teucrium carolipaui × Teucrium libanitis) - Teucrium ×riosii De la Torre & Alcaraz (= Teucrium capitatum subsp. gracillimum × Teucrium carolipaui) - Teucrium rivas-martinezii Alcarez & al.: Sie wurde 1984 aus dem südöstlichen Spanien erstbeschrieben. - Teucrium rivasii Rigual ex Greuter & Burdet: Sie kommt nur im südöstlichen Spanien vor. - Teucrium ×riverae De la Torre & Alcaraz (= Teucrium capitatum subsp. gracillimum × Teucrium dunense) - Teucrium rixanense Ruíz Torre & Ruíz Cast.: Sie kommt nur im südlichen Spanien vor. - Teucrium ×robledoi De la Torre & Alcaraz (= Teucrium capitatum subsp. gracillimum × Teucrium homotrichum) - Teucrium ronnigeri Sennen: Es gibt seit 2009 zwei Unterarten: - Teucrium ronnigeri subsp. lagunae (Roselló, Peris & Stübing) M.B.Crespo & P.P.Ferrer (Syn.: Teucrium lagunae Roselló, Peris & Stübing): Sie hat 2009 den Rang einer Unterart erhalten. Sie kommt in Spanien vor. - Teucrium ronnigeri Sennen subsp. ronnigeri: Sie kommt nur im östlichen Spanien vor. - Teucrium rotundifolium Schreb.: Seit 1986 gibt es zwei Unterarten: - Teucrium rotundifolium Schreb. subsp. rotundifolium (Syn.: Teucrium cinereum Boiss., Teucrium granatense (Boiss.) Boiss. & Reut., Teucrium rotundifolium subsp. granatense (Boiss.) Emb., Teucrium rotundifolium subsp. ruiziorum Fern.Casas): Sie kommt nur in südlichen Spanien und Marokko vor. - Teucrium rotundifolium subsp. transatlanticum Emb. ex Greuter, Burdet & G.Long: Sie wurde 1986 aus Marokko erstbeschrieben. - Teucrium rouyanum Coste & Soulié: Sie kommt nur in Südfrankreich. - Teucrium royleanum Wall. ex Benth.: Das Verbreitungsgebiet reicht vom östlichen Afghanistan über Pakistan bis Nepal. - Teucrium ×rubrovirens Pau (= Teucrium capitatum × Teucrium huotii) - Teucrium rupestre Coss. & Balansa: Die Heimat ist Marokko. - Teucrium ×sagarrae Font Quer (= Teucrium carolipaui × Teucrium lepicephalum) - Teucrium salaminium Hadjik. & Hand: Sie wurde 2011 aus Zypern erstbeschrieben. - Teucrium salviastrum Schreb.: Die Heimat ist Portugal. - Teucrium sandrasicum O.Schwarz: Sie kommt nur in der südwestlichen Türkei vor. - Teucrium sanguisorbifolium (Pau & Font Quer) Dobignard (Syn.: Teucrium rotundifolium var. sanguisorbifolium Pau & Font Quer, Teucrium rotundifolium subsp. sanguisorbifolium (Pau & Font Quer) Cohen): Sie hat seit 2009 den Rang einer Art. Sie kommt in Marokko vor. - Teucrium santae Quézel & Simonn. ex Greuter & Burdet: Sie wurde 1985 aus Algerien erstbeschrieben. - Teucrium sauvagei Le Houér.: Die Heimat ist Tunesien. - Teucrium scabrum Suddee & A.J.Paton: Sie wurde 2008/9 aus dem westlichen Thailand erstbeschrieben. - Teucrium schoenenbergeri Nabli: Sie wurde 1990 aus Tunesien erstbeschrieben. - Knoblauch-Gamander (Teucrium scordium L.): Das Verbreitungsgebiet reicht von Europa bis zum nördlichen China. - Salbei-Gamander (Teucrium scorodonia L.): Seit 1982 gibt es vier Unterarten: - Teucrium scordium subsp. glabrescens (Murata) Rech. f.: Sie kommt in Afghanistan und Pakistan vor. - Teucrium scordium subsp. scordioides (Schreb.) Arcang.: Sie ist von Südosteuropa und dem nordwestlichen Afrika über West- sowie Zentralasien bis ins nordwestliche China verbreitet. - Teucrium scordium L. subsp. scordium: Sie ist von West- über Mittel- und Süd-, Ost- bis Südosteuropa und in Westasien sowie im nördlichen China verbreitet. - Teucrium scordium subsp. serratum (Benth.) Rech. f.: Sie kommt vom nordöstlichen Iran über Afghanistan und Pakistan bis zum westlichen Himalaja vor. - Teucrium ×scorolepis Pajarón & A.Molina (= Teucrium oxylepis × Teucrium scorodonia) - Teucrium serpylloides Maire & Weiller: Die Heimat ist Marokko. - Teucrium sessiliflorum Benth.: Sie kommt vom südlichen bis ins südöstliche Australien vor. - Teucrium shanicum Mukerjee: Sie kommt in Thailand und Myanmar vor. - Teucrium siculum (Raf.) Guss.: Die Heimat ist Italien mit Sizilien und Griechenland. - Teucrium similatum T.Navarro & Rosua: Die Heimat ist Spanien. - Teucrium simplex Vaniot: Sie gedeiht an feuchten Standorten in Lorbeerwäldern in Höhenlagen von etwa 2000 Meter nur in den chinesischen Provinzen Guizhou sowie Yunnan. - Teucrium sirnakense Özcan & Dirmenci: Sie wurde 2015 aus der Türkei erstbeschrieben. - Teucrium socinianum Boiss.: Die Heimat ist Syrien. - Teucrium socotranum Vierh.: Es ist ein Endemit im nördlichen und östlichen Sokotra. - Teucrium somalense Ryding: Sie kommt nur im nordwestlichen Somalia vor. - Teucrium spinosum L.: Das Verbreitungsgebiet umfasst das Mittelmeerraum und die Kanaren. - Teucrium stocksianum Boiss.: Es gibt seit 1988 vier Unterarten: - Teucrium stocksianum subsp. incanum (Hedge & Lamond) Rech. f.: Sie kommt in Afghanistan und in Pakistan vor. - Teucrium stocksianum subsp. patulum (Hedge & Lamond) Rech. f.: Sie kommt im südlichen Iran und in Pakistan vor. - Teucrium stocksianum subsp. stenophyllum R.A.King: Sie wurde 1988 aus dem Oman erstbeschrieben. - Teucrium stocksianum Boiss. subsp. stocksianum: Sie kommt von der Arabischen Halbinsel über den Iran sowie Afghanistan bis Pakistan und ins nordwestliche Indien vor. - Teucrium subspinosum Pourr. ex Willd.: Sie kommt nur auf den Balearen Inseln Mallorca sowie Cabrera vor. - Teucrium taiwanianum T.H.Hsieh & T.C.Huang: Sie wurde 1988 aus Taiwan erstbeschrieben. - Teucrium tananicum Maire: Die Heimat ist Marokko. - Teucrium teinense Kudô: Die Heimat ist das nördliche bis nördliche-zentrale Japan. - Teucrium terciae (Sánchez-Gómez, M.A.Carrión & A.Hern.) Sánchez-Gómez, M.A.Carrión & A.Hern. (Syn.: Teucrium buxifolium var. terciae Sánchez-Gómez, M.A.Carrión & A.Hern., Teucrium buxifolium var. fraternum Pau): Den Rang einer Art hat sie 2003 erhalten. Sie kommt nur im südöstlichen Spanien vor. - Teucrium teresanum Blanca, Cueto & J.Fuentes: Sie wurde 2016 aus Spanien erstbeschrieben. - Teucrium teucriiflorum (F.Muell.) Kattari & Salmaki (Syn.: Spartothamnus teucriiflorus F.Muell., Spartothamnella teucriiflora (F.Muell.) Moldenke): Diese Neukombination erfolgte 2016. Sie kommt vom westlichen bis ins zentrale Australien vor. - Teucrium thieleanum B.J.Conn: Sie wurde 2006 aus australischen Bundesstaat Victoria erstbeschrieben. - Teucrium thymifolium Schreb. (Syn.: Teucrium hervieri Briq. & Debeaux): Sie kommt in zentralen, östlichen sowie südöstlichen Spanien vor. - Teucrium thymoides Pomel: Die Heimat ist Algerien. - Teucrium townsendii Vasey & Rose (Syn.: Teucrium affine Brandegee, Teucrium townsendii subsp. affine (Brandegee) Moran): Dieser Endemit kommt nur auf den mexikanischen Revillagigedo-Inseln vor. - Teucrium trifidum Retz.: Er ist im südlichen Afrika verbreitet. - Teucrium tsinlingense C.Y.Wu & S.Chow: Es gibt zwei Varietäten: - Teucrium tsinlingense var. porphyreum C.Y.Wu & S.Chow: Sie gedeiht in Höhenlagen von etwa 1800 Metern nur in Gansu. - Teucrium tsinlingense C.Y.Wu & S.Chow var. tsinlingense: Sie gedeiht an feuchten Feldrändern in Höhenlagen von etwa 1200 Metern nur in Shaanxi. - Teucrium turredanum Losa & Rivas Goday: Dieser Endemit kommt nur im nordöstlichen Teil der spanischen Provinz Almería vor. - Teucrium ussuriense Kom.: Sie ist in der russischen Region Primorje und in den chinesischen Provinzen Hebei, Liaoning sowie Shanxi verbreitet. - Teucrium veronicoides Maxim.: Das Verbreitungsgebiet reicht von China bis Japan. - Teucrium vesicarium Mill. (Syn.: Teucrium hirtum Willd. ex Spreng., Teucrium inflatum Sw., Teucrium mollifolium Larrañaga, Teucrium palustre Kunth nom. illeg., Teucrium picardae Krug & Urb., Teucrium tenuipes Epling, Teucrium villosum G.Forst., Teucrium vesicarium var. palustre Epling): Sie ist in der Neotropis weitverbreitet. - Teucrium vincentinum Rouy: Sie kommt nur im südwestlichen Portugal vor. - Teucrium viscidum Blume: Es gibt sechs Varietäten: - Teucrium viscidum var. leiocalyx C.Y.Wu & S.Chow: Sie gedeiht in Höhenlagen von etwa 1700 Metern in den chinesischen Provinzen Gansu, Hubei, Shaanxi sowie Sichuan. - Teucrium viscidum var. longibracteatum C.Y.Wu & S.Chow: Sie gedeiht in Wäldern nur in Hunan. - Teucrium viscidum var. macrostephanum C.Y.Wu & S.Chow: Sie gedeiht im Dickicht an Hängen in den chinesischen Provinzen Guangxi, Guizhou sowie Yunnan. - Teucrium viscidum var. miquelianum (Maxim.) H.Hara: Sie kommt in Südkorea und Japan vor. - Teucrium viscidum var. nepetoides (H.Lév.) C.Y.Wu & S.Chow: Sie gedeiht in feuchten Wäldern in Höhenlagen von 700 bis 2000 Metern in den chinesischen Provinzen Anhui, Guizhou, Hubei, Jiangxi, Shaanxi, Sichuan sowie Zhejiang. - Teucrium viscidum Blume var. viscidum Sie ist vom tropischen bis subtropischen Asien und in Neuguinea verbreitet. - Teucrium wattii Prain: Sie kommt in Assam und Myanmar vor. - Teucrium webbianum Boiss. (Syn.: Teucrium dentatum Porta & Rigo, Teucrium webbianum var. dentatum (Porta & Rigo) Willk.): Sie kommt nur vom südlichen bis südöstlichen Spanien vor. - Teucrium werneri Emb.: Die Heimat ist Marokko. - Teucrium wightii Hook. f. (Syn.: Teucrium tomentosum Wight nom. illeg.): Sie kommt im südlichen Indien, Thailand sowie im nördlichen Sumatra und vielleicht in der chinesischen Provinz Guangdong (nicht in der Flora of China) vor. - Teucrium yemense Deflers (Syn.: Teucrium spicastrum Hedge & A.G.Mill.): Das Verbreitungsgebiet umfasst die Arabische Halbinsel und reicht vom südöstlichen Sudan, Djibuti sowie Äthiopien bis ins nordwestliche Somalia. - Teucrium zaianum Emb. & Maire: Die Heimat ist Marokko. - Teucrium zanonii Pamp.: Sie kommt nur im nordöstlichen Libyen vor. |

## Belege
- Siegmund Seybold (Hrsg.): Schmeil-Fitschen interaktiv. CD-ROM, Version 1.1. Quelle & Meyer, Wiebelsheim 2002, ISBN 3-494-01327-6.
- Thomas Gaskell Tutin, David Wood: Teucrium L. In: T. G. Tutin, V. H. Heywood, N. A. Burges, D. M. Moore, D. H. Valentine, S. M. Walters, D. A. Webb (Hrsg.): Flora Europaea. Volume 3: Diapensiaceae to Myoporaceae. Cambridge University Press, Cambridge 1972, ISBN 0-521-08489-X, S. 129–135 (englisch, eingeschränkte Vorschau in der Google-Buchsuche).
- Ingrid Schönfelder, Peter Schönfelder: Kosmos-Atlas Mittelmeer- und Kanarenflora. Über 1600 Pflanzenarten. Franckh-Kosmos, Stuttgart 1994, ISBN 3-440-06223-6.
- Nina Davies, Gemma Bramley, Don Kirkup: Teucrium L. In: Interactive Key to the Genera of Lamiaceae von Royal Botanic Gardens, Kew.